# Trousselin
Trousselin (クレッフィ, Kureffi) est une espèce de Pokémon, une créature de fiction, de type acier et fée appartenant à la sixième génération de la franchise Pokémon.

## Création
Trousselin a été créé par le designer graphique de Pokémon, Mana Ibe. L'inspiration de sa création, comme décrit par le designer Junichi Masuda, « en pensant à de vieux manoirs et aux clés secrètes qui vont avec. » Trousselin, ressemble à un trousseau composé de plusieurs clés que le Pokémon a pu collecter au fil du temps. Il s'agit d'un collectionneur de clés, menaçant ses ennemis en les remuant les uns contre les autres. Une fois attaché à une clé, il ne la libère jamais ; de ce fait, Trousselin est utilisé comme un Pokémon à sécurité maximum,.

## Description
Trousselin ressemble à un trousseau de clé. Sur son anneau métallique se trouvent quatre clés différentes. Il n’y a aucune différence entre les individus mâles et femelles de cette espèce. Lorsqu'il est chromatique, la partie grise de son corps est jaune ocre et la partie rose est bleue. Trousselin ne possède aucune évolution et n'est l'évolution d'aucun Pokémon.

## Accueil
De tous les nouveaux Pokémon intronisés dans les jeux X et Y, il s'agit de celui ayant le plus gagné d'attention. Il est parallèlement le plus mal accueilli par la presse spécialisée. Les internautes du site IGN votent Trousselin comme le neuvième pire Pokémon de Pokémon X et Y. Justin Davis d'IGN ironise sur sa création, expliquant que le designer a créé ce Pokémon sûrement après avoir perdu ses clés. Jeff Marchiafava de Game Informer, critique également le design et le concept derrière cette création. Gergo Vas de Kotaku, et Eric Caoili de Tiny Cartridge, le surnomment comme « l'un des Pokémon les plus bizarres,. » Brittany Vincent de GamesRadar+ inclut Trousselin dans sa liste des « 14 Pokémon qui sont des objets ordinaires avec des yeux globuleux. » Steve Hogarty de Stuff Magazine cite Trousselin comme un exemple concernant un manque d'inspiration. Il explique que les designers « cherchent littéralement de nouvelles idées dans leurs poches, et collent des yeux en plastique sur tous ce qu'ils pourraient trouver. » Angela Webber du Portland Mercury incluent également Trousselin dans une liste de Pokémon conçus par manque d'inspiration. The Huffington Post inclut Trousselin dans une liste des 20 Pokémon les plus bizarres. Steven Hansen de Destructoid note également le manque d'inspiration des designers.